# 조준기 (화기)

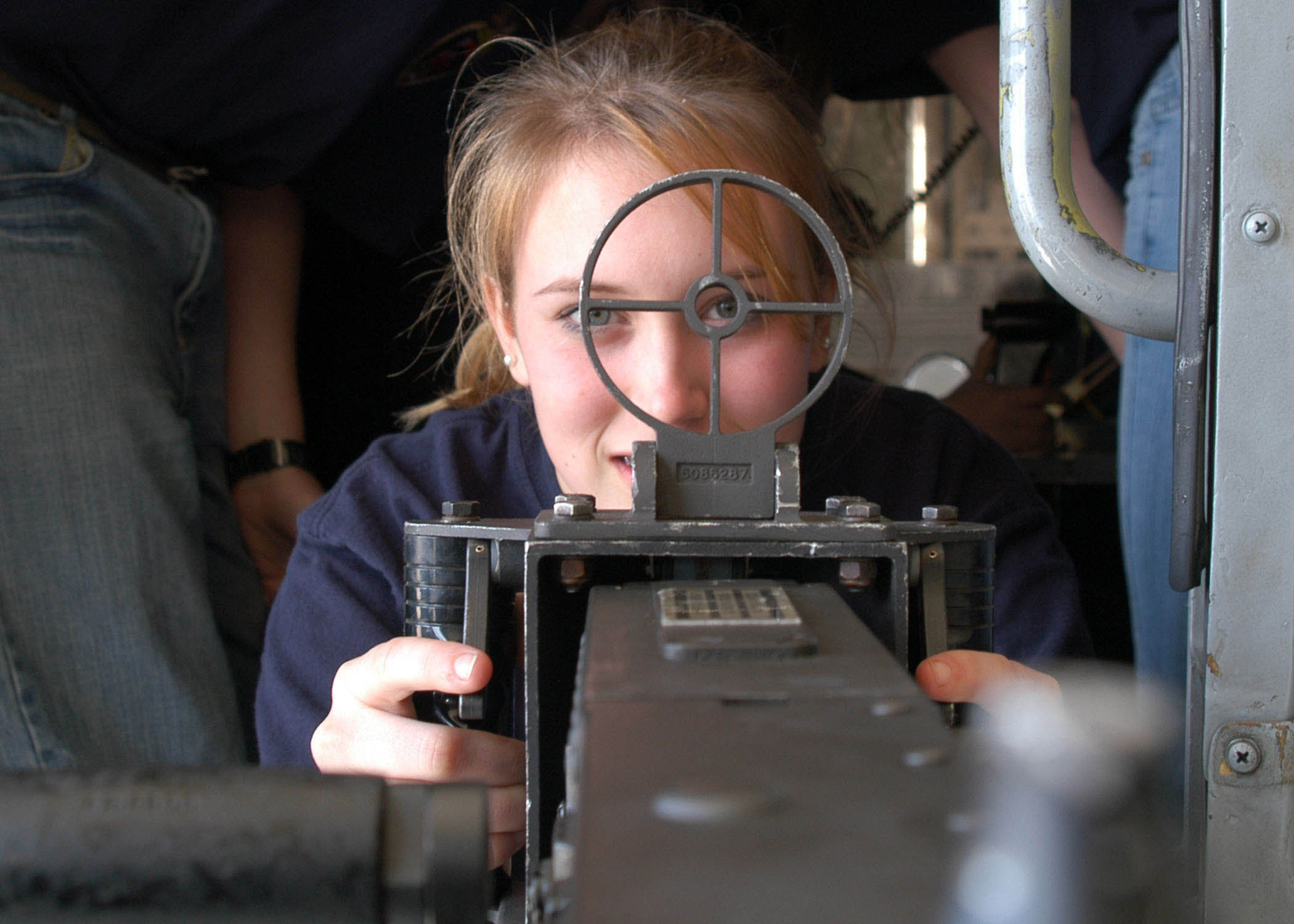
캐나다 왕립 해상 생도가 기관총 조준경을 살펴보고 있다.

조준기, 조준 장치, 사이트(sight)는 무기, 측량 장비, 항공기 장비, 광학 조명 장비 또는 대형 광학 장비를 의도된 목표와 정확하게 시각적으로 정렬(예: 조준)하는 데 사용되는 모든 장치이다. 조준경은 사용자의 조준선을 대상(예: 총기의 철 조준경)과 직접 정렬하기 위한 시각적 참조 역할을 하는 물리적 마커의 간단한 세트 또는 시스템이거나 광학적으로 강화된(종종 확대된) 대상 이미지를 제공하는 광학 기기일 수 있다. 조준점(예: 망원, 반사경 및 홀로그램 조준경)과 동일한 초점으로 정렬된다. 또한 일부 야간 투시 장치의 레이저 조준경 및 적외선 조명 장치와 같이 조명된 조준점(일명 "핫스팟")을 대상 자체에 적극적으로 투사하여 직접 보는 사람이 누구나 관찰할 수 있는 조준경도 있다. 디지털 방식으로 향상된 대상 이미지를 생성하는 소프트웨어 알고리즘을 갖춘 증강 또는 가상 현실 지원 디지털 카메라("스마트 스코프")이다.

## 광학식 조준기
광학식 조준기는 정렬된 조준점 또는 패턴(레티클이라고도 함)이 대상 이미지, 바람직하게는 동일한 초점면에 겹쳐져 향상된 이미지를 사용자에게 제공하는 광학 장치를 사용한다.

## 조준기 목록
- 전방 시현기
- 기계식 조준기
- 레드 도트 사이트
- 망원 조준경
- 야간 투시경
- 사격 통제 장치